# Koncert (album 2Tm2,3)
Koncert – drugi album koncertowy polskiej grupy muzycznej zespołu 2Tm2,3, a pierwszy w formie DVD. Wydany w 2006 roku nakładem wytwórni Metal Mind Productions.
Materiał na płytę został zarejestrowany przez TVP Kraków podczas występu grupy w studio telewizyjnym w Łęgu (dzielnica Krakowa) w 1999 roku. Wyjątkiem jest ostatni utwór nagrany podczas występu na koncercie z okazji urodzin Papieża Jana Pawła II w Lublinie w 2004 roku.

## Lista utworów
1. "Marana Tha"
2. "Szema Izrael"
3. ""W obliczu Aniołów (Psalm 138)"
4. "Jezus jest Panem"
5. "Magnificat"
6. "Uwiodłeś mnie Panie"
7. "Psalm 8"
8. "Druga pieśń sługi Pańskiego"
9. "Psalm 18"
10. "Jahwe, Tyś Bogiem mym"
11. "Stabat Mater"
12. "Słuchaj Izrael" (Lublin 2006)

Dodatki
- Trzy teledyski ("Shalom", "Psalm 40", "Psalm 23")
- Dwa wywiady
- Inne

## Twórcy
Skład zespołu
- Robert "Litza" Friedrich - gitara, śpiew, produkcja muzyczna
- Dariusz "Maleo" Malejonek - śpiew, gitara
- Tomasz "Budzy" Budzyński - śpiew, projekt okładki
- Piotr "Stopa" Żyżelewicz - perkusja
- Marcin Pospieszalski - gitara basowa, instrumenty klawiszowe
- Beata Polak - perkusja
- Robert "Drężmak" Drężek - gitara, śpiew
- Angelika Korszyńska-Górny - śpiew, klawisz
- Krzysztof "Dr Kmieta" Kmiecik - gitara basowa